# Pseudorhipsalis lankesteri
Pseudorhipsalis lankesteri är en kaktusväxtart som först beskrevs av Myron William Kimnach, och fick sitt nu gällande namn av Barthlott. Pseudorhipsalis lankesteri ingår i släktet Pseudorhipsalis och familjen kaktusväxter. Inga underarter finns listade i Catalogue of Life.